# Sonic Origins
Sonic Origins (яп. ソニックオリジンズ  Соникку Оридзинсу) — сборник видеоигр серии Sonic the Hedgehog, выпущенный Sega 23 июня 2022 года для Nintendo Switch, PlayStation 4, PlayStation 5, Windows, Xbox One и Xbox Series X/S. В нём представлены ремастеры первых четырёх игр основной серии, изначально выпущенных для Sega Mega Drive и Sega Mega-CD: Sonic the Hedgehog (1991), Sonic the Hedgehog 2 (1992), Sonic CD (1993), Sonic the Hedgehog 3 и Sonic & Knuckles (оба 1994).

## Содержание

Карта островов

Sonic Origins включает в себя ремастеры первых четырёх основных игр из серии Sonic the Hedgehog — Sonic the Hedgehog, Sonic the Hedgehog 2, Sonic CD и Sonic the Hedgehog 3 & Knuckles, изначально выпущенных для Sega Mega Drive и Sega Mega-CD. Игрок может управлять ёжиком Соником, лисёнком Тейлзом, ехидной Наклзом и ежихой Эми Роуз, которых возможно выбрать в любой игре. Мини-игра Blue Spheres из Sonic 3 & Knuckles также включена в сборник.
В сборнике представлены две разные версии игр: «классический режим» — это исходный формат, представленный в формате 4:3, а «юбилейный режим» поддерживает широкоформатные экраны, удаляет счётчик жизней и позволяет Сонику использовать «drop dash» из Sonic Mania. «Сюжетный режим» позволяет игрокам последовательно проходить четыре игры в юбилейном режиме с новыми анимированными катсценами, соединяющими их истории. Новые режимы включают в себя режим boss rush, зеркальный режим, меняющий расположение уровней на противоположное, а также режим миссии с 60 дополнительными отдельными целями, такими как сбор определённого количества колец за отведённое время или достижение цели, не уничтожив ни одного врага.
Внутриигровой музей позволяет игрокам просматривать коллекцию музыки, видео и артов. Игроки могут разблокировать дополнительный музейный контент, например музыкальные аранжировки из более поздних игр, концепт-арты и анимационные катсцены, выполняя внутриигровые достижения или тратя монеты, заработанные в процессе игры. Монеты также можно потратить на дополнительные попытки на специальных этапах. Игроки, оформившие предзаказ игры, начинали игру со 100 монетами и разблокированным зеркальным режимом. Эстетика меню, набор из 11 более сложных миссий и треки из Sonic Spinball (1993), Knuckles' Chaotix (1995) и Sonic 3D Blast (1996) для музейного музыкального проигрывателя доступны в качестве загружаемого контента.

## Разработка
Сборник был задуман вместе с переизданием игры Sonic Colors после выхода фильма «Соник в кино» в 2020 году. Поскольку фильм привлёк много новых поклонников, глава Sonic Team Такаси Иидзука хотел сделать старые игры серии «доступными в современных форматах». Иидзука отметил, что хотя они часто и перевыпускаются методом эмуляции, на современных экранах они кажутся устаревшими из-за их соотношения сторон 4:3. Он хотел, чтобы сборник модернизировал их, добавив поддержку широкоформатных экранов и новые функции, которые понравятся как новым, так и давним поклонникам. Sonic Mania воодушевила Sonic Team, что у 2D-игр серии всё ещё есть аудитория, а 30-летие серии предоставило «прекрасную» возможность для разработки сборника.
Основная часть сборника была разработана внутри Sega. Ремастеры Sonic the Hedgehog, Sonic the Hedgehog 2 и Sonic CD основаны на ремастерах, сделанных на движке Retro Engine, выпущенных в период с 2011 по 2013 год; Кристиан Уайтхед, создатель движка, обновил его, чтобы ремастеры могли работать в сборнике. Команда разработки отдавала приоритет основной серии игр, а поэтому не рассматривали возможность включения других 2D-игр серии. Американская студия Powerhouse Animation Studios, вместе с давним художником серии Тайсоном Хессе, представила новые анимированные катсцены, сценарий которых был написан автором комиксов по франшизе Яном Флинном, и музыку для которых сочинил Ти Лопес, композитор Sonic Mania.
Данный сборник знаменует собой первое переиздание Sonic 3 & Knuckles с 2011 года, после слухов о том, что проблемы с авторскими правами на саундтрек Sonic the Hedgehog 3 препятствуют новым переизданиям. Из-за невозможности использовать данный саундтрек, композитор Sonic Team и звукорежиссёр сборника Дзюн Сэноуэ заменил некоторые песни в Sonic 3 на версии, ранее представленные в Sonic & Knuckles Collection. На польский и русский языки сборник был официально локализован компанией The Most Games.

## Выпуск
Sonic Origins была анонсирована во время прямой трансляции, посвящённой 30-летию франшизы 27 мая 2021 года, и была выпущена 23 июня 2022 года — в 31-ю годовщину серии — для Nintendo Switch, PlayStation 4, PlayStation 5, Windows, Xbox One и Xbox Series X/S. Перед выпуском сборника Sega удалила существующие версии игр из большинства цифровых магазинов. Данное решение поддалось критике ввиду соображений по сохранению видеоигр и отсутствия возможности у потребителей выбрать предпочитаемые версии.

### Sonic Origins Plus
23 марта 2023 года было анонсировано дополнение и, по совместительству, расширенное издание сборника с приставкой Plus (подобно Sonic Mania Plus), которое вышло 23 июня этого же года. Оно добавляет Эми Роуз в качестве нового играбельного персонажа и Наклза в качестве играбельного персонажа в Sonic CD, эксклюзивные локации, новые игровые режимы, а также 12 игр для консоли Sega Game Gear. Физический релиз включает в себя двустороннюю обложку и 20-страничный артбук, а также код для загрузки контента Plus.

## Оценки и мнения
| Сводный рейтинг       | Сводный рейтинг                                                 |
| Агрегатор             | Оценка                                                          |
| --------------------- | --------------------------------------------------------------- |
| Metacritic            | (NS) 74/100 (PC) 72/100 (PS4) 72/100 (PS5) 78/100 (XSXS) 75/100 |
| Иноязычные издания    |                                                                 |
| Издание               | Оценка                                                          |
| Destructoid           | 6.5/10                                                          |
| Game Informer         | 8.5/10                                                          |
| GameSpot              | 7/10                                                            |
| Hardcore Gamer        | 3.5/5                                                           |
| Nintendo Life         | [ 31 ]                                                          |
| Nintendo World Report | 6/10                                                            |
| Push Square           | [ 33 ]                                                          |
| Shacknews             | 8/10                                                            |
| VentureBeat           | [ 35 ]                                                          |
| Русскоязычные издания |                                                                 |
| Издание               | Оценка                                                          |
| StopGame.ru           | «Похвально»                                                     |

Сборник получил благоприятные отзывы после выхода. Критики хвалили его за презентабельность, обновлённые версии игр и анимацию катсцен, но сетовали на технические проблемы сборника и малое количество контента в нём. Заменённая музыка в Sonic the Hedgehog 3 получила в основном негативные отзывы от критиков и фанатов, однако, как считает Брайан Ши из редакции Game Informer, заменить музыку — это лучшее решение, чем полностью исключить игру из сборника.

### Претензия разработчиков к качеству сборника
Ремастер Sonic 3 & Knuckles был разработан студией Headcannon как отдельный проект, несвязанный со сборником. Вскоре после выхода Origins, Саймон Томли, глава Headcannon, выразил недовольство качеством финального продукта от имени студии и поделился информацией по поводу разработки ремастера. По его словам, студия пыталась выбить больше времени на разработку, однако Sega была непреклонна и требовала, чтобы игра была закончена к годовщине франшизы. Томли утверждает, что многочисленные баги в данной версии появились из-за того, что Sonic Team не сумела адаптировать её под код сборника, хоть и признав, что версия, которая была отправлена в офисы Sonic Team, уже содержала недоработки. Томли также рассказал о переработках в студии. Томли выразил гордость за команду и за то, что она смогла завершить проект в крайне сжатые сроки:
Я очень горжусь своей командой за их работу под таким давлением, но каждый из нас крайне недоволен состоянием Origins и тем более ремастера Sonic 3. Мы не были в восторге и от его предрелизной сборки, но многое было вне нашей власти.

#### Комментарии
1. ↑  Ремастеры Sonic the Hedgehog, Sonic the Hedgehog 2 и Sonic CD основаны на версиях, разработанные австралийским геймдизайнером Кристианом Уайтхедом и студией Headcannon с 2011 по 2013 год. Ремастер Sonic the Hedgehog 3 & Knuckles был разработан студией Headcannon специально для данного сборника. Расширение Plus было разработано японской студией Yuke's[1].